# Capitaine Superslip
 (février 2025).
Si vous disposez d'ouvrages ou d'articles de référence ou si vous connaissez des sites web de qualité traitant du thème abordé ici, merci de compléter l'article en donnant les références utiles à sa vérifiabilité et en les liant à la section « Notes et références ».
Pour plus de détails, voir Fiche technique et Distribution.
Capitaine Superslip (Captain Underpants: The First Epic Movie), ou Les Aventures du Capitaine Bobette, le film au Québec, est un film d'animation américain, réalisé par David Soren, sorti en 2017. Il est basé sur les livres du Capitaine Slip écrits et illustrés par Dav Pilkey et suivi par la série Les Aventures Extraordinaires de Capitaine Superslip.

## Synopsis
Georges Glousse et Harold Golade sont deux meilleurs amis inséparables vivant à Piqua, Ohio. Élèves en CM1 à l’austère école élémentaire Albert Martin, ils passent leur temps à créer des bandes dessinées mettant en scène leur héros fictif, Capitaine Superslip. Ils sont également connus pour leurs nombreuses farces visant à égayer la vie scolaire, ce qui les met fréquemment en conflit avec leur principal, l'autoritaire Monsieur Chonchon.
Un samedi où les élèves sont obligés de venir à l’école, Georges et Harold sabotent l’invention de leur camarade Edouard Binoclar, le Turbo Toilet 2000, pour amuser leurs camarades. Mais M. Chonchon capture leur méfait grâce à un autre gadget d'Edouard et menace de les séparer en les plaçant dans des classes différentes.
Le lundi suivant, avant que M. Chonchon ne signe les documents officialisant leur séparation, Georges et Harold utilisent une bague hypnotique trouvée dans une boîte de céréales pour l’hypnotiser. Ils lui ordonnent alors de devenir Capitaine Superslip, ce qui le pousse à semer le chaos en ville, obligeant les garçons à l’empêcher de se faire arrêter par la police. Ils découvrent qu’un simple jet d’eau lui rend son état normal, tandis qu’un claquement de doigts le transforme à nouveau en Capitaine Superslip. Afin d'éviter d'être séparés, Georges et Harold convainquent Capitaine Superslip que son identité secrète est celle de M. Chonchon. Ce changement d’attitude attire l’attention de la timide cantinière Edith.
Pendant ce temps, le Professeur Croteaufaisse, un scientifique dont les inventions géniales sont discréditées à cause de son nom ridicule, est engagé comme professeur de sciences à l’école. Son comportement étrange éveille la méfiance de Georges et Harold. Croteaufaisse, excédé par les moqueries, met au point un plan pour éliminer le rire du monde. Sous la direction de Capitaine Superslip, l’école devient un lieu plus joyeux avec le retour de la salle d’art et l’organisation d’une fête foraine. Cependant, une tempête de pluie transforme Capitaine Superslip en M. Chonchon, qui applique immédiatement son plan initial et sépare Georges et Harold.
Croteaufaisse s’associe alors à Edouard Binoclar et utilise les restes toxiques de la cantine pour donner vie au Turbo Toilet 2000, qu’il utilise pour attaquer l’école. Il se sert également du cerveau d’Edouard, dépourvu d’Huffaguffawchuckleamulus, partie de l'hémisphère sensible aux gags et à l’humour, pour alimenter un rayon qui transforme les élèves en zombies dénués de toute joie. Capitaine Superslip tente d’intervenir mais, sans superpouvoirs, il est projeté dans les déchets toxiques. Georges et Harold sont capturés, mais parviennent à neutraliser le Turbo Toilet 2000 en racontant la blague qui avait scellé leur amitié en maternelle, ce qui libère les élèves et piège Edouard dans du papier toilette géant. L’exposition aux déchets toxiques confère à Capitaine Superslip de véritables superpouvoirs, lui permettant, avec l’aide de Georges et Harold, de vaincre et de miniaturiser Croteaufaisse, qui parvient néanmoins à s’enfuir sur une abeille.
Réalisant qu’ils ne peuvent pas contrôler Capitaine Superslip éternellement, Georges et Harold détruisent la bague hypnotique, ramenant définitivement M. Chonchon à son état normal. Cependant, ils décident de lui arranger un rendez-vous avec Edith afin de l’adoucir, ce qui fonctionne et le pousse même à rendre aux garçons leurs bandes dessinées confisquées. Mais alors que M. Chonchon et Edith dînent ensemble, des toilettes mutantes issues des restes du Turbo Toilet 2000 attaquent leur restaurant. Par inadvertance, M. Chonchon claque des doigts et se transforme une fois de plus en Capitaine Superslip, pour la plus grande surprise et admiration d’Edith. Il s’envole ensuite avec Georges et Harold, prêts pour une nouvelle aventure.

## Fiche technique
Sauf indication contraire, les informations mentionnées dans cette section peuvent être confirmées par la base de données cinématographiques IMDb,  présente dans la section « Liens externes ».
- Titre original : Captain Underpants: The First Epic Movie
- Titre français : Capitaine Superslip
- Titre québécois : Les Aventures du Capitaine Bobette, le film
- Réalisation : David Soren
- Scénario : Nicholas Stoller, d'après les Captaine Superslip de Dav Pilkey
- Musique : Theodore Shapiro
- Montage : Matt Landon
- Production : Mark Swift, Mireille Soria, Marie Balland, Rob Letterman, Daniela Mazzucato, Dav Pilkey et Damien Simonklein
- Société de production : DreamWorks Animation
- Société de distribution : 20th Century Fox
- Pays de production :  États-Unis
- Langue originale : anglais
- Format : couleur - 1,85:1 - 35 mm
- Genre : animation, comédie
- Durée : 85 minutes
- Dates de sortie :
  - France : 15 juin 2017 (Festival d'Annecy) ; 4 octobre 2017 (sortie nationale)
  - États-Unis : 1er juin 2017

## Distribution

### Voix originales
- Kevin Hart : George Beard
- Thomas Middleditch : Harold Hutchins
- Ed Helms : Benjamin Krupp / Captain Underpants
- Nick Kroll : Professor Poopypants
- Jordan Peele : Melvin Sneedly
- Kristen Schaal : Edith
- Dee Dee Rescher : Miss Ribble
- Mel Rodriguez : Mr. Fyde
- Brian Posehn : Mr. Rected
- David Soren : Tommy
- Susan Fitzer : Miss Dayken
- James Ryan : le mime
- Leslie David Baker : l'officier McPiggly
- Lesley Nicol : la présentatrice des Nobel
- Chris Miller : un homme dans le public des Nobel

### Voix françaises
- Loup-Denis Elion : Georges Glousse (George Beard en VO)
- Benjamin Bollen : Harold Golade (Harold Hutchins en VO)
- David Krüger : M. Chonchon (Benjamin Krupp en VO) / Capitaine Superslip (Captain Underpants en VO)
- Mark Lesser : Professeur Croteaufaisse (Professor Poopypants en VO)
- Olivier Chauvel : Édouard Binoclar (Melvin Sneedly en VO)
- Sophie Arthuys : Édith
- Annie Balestra : Mme Rhin
- Patrick Béthune : M. Rèche
- Matt Mouredon : Tommy
- Michael Aragones : M. Fide
- Véronique Augereau : Mme Rouille
- Agnès Cirasse : la mère de Georges
- Mickael Ménard : le chauffeur
- Laurent Maurel : Ragely

### Voix québécoises
- Maël Davan-Soulas : Georges Barnabé (George Beard en VO)
- Nicolas Charbonneaux-Collombet : Harold Hébert (Harold Hutchins en VO)
- Tristan Harvey : Abélard Bougon (Benjamin Krupp en VO) / Capitaine Bobette (Captain Underpants en VO)
- Louis-Philippe Dandenault : Professeur K. K. Prout (Professor Poopypants en VO)
- Renaud Paradis : Louis Labrecque (Melvin Sneedly en VO)
- Pascale Montreuil : Édith
- Valérie Gagné : Mme Randier / Mme Valkyrie
- Paul Sarrasin : M. Boussole
- André Kasper : Tommy
- Philippe Martin : M. Barnicle
- Véronique Marchand : la mère de Georges
- Nicolas Poulin : le mime

## Animation

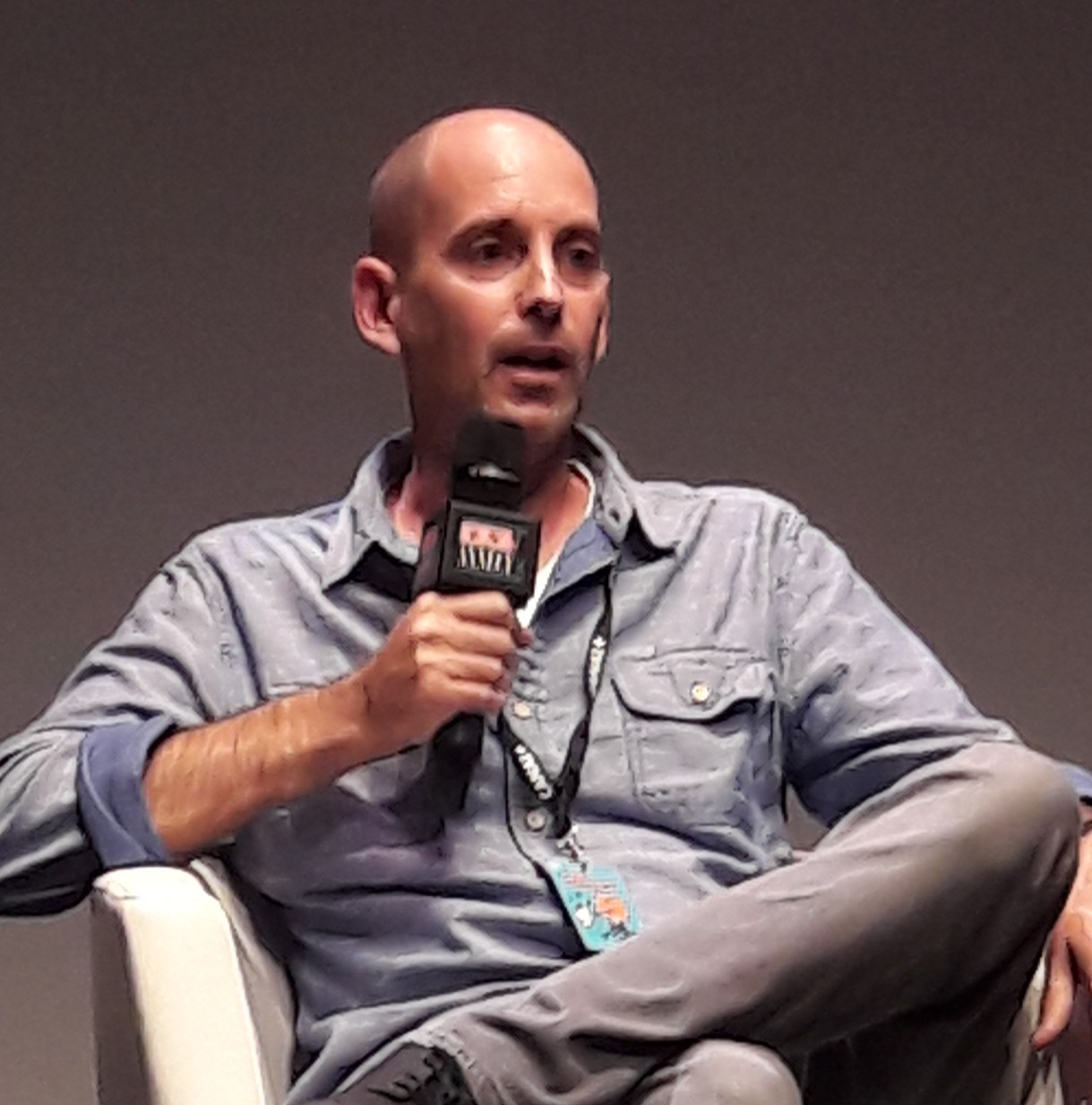
David Doren, réalisateur de Capitaine Superslip au festival d'animation d'Annecy

Capitaine Superslip utilise principalement l'animation par ordinateur, en ayant pris soin de transposer aussi fidèlement que possible en 3D le style d'illustration original pour reproduire la simplicité et la fraîcheur des romans graphiques de Dav Pilkey. Les scènes montrant les aventures du Capitaine Superslip telles qu'illustrées par les protagonistes dans leurs bandes dessinées sont animées en 2D, de manière à imiter des dessins d'enfant. David Soren a également varié les techniques graphiques avec notamment une séquence de marionnettes en chaussettes et une autre en folioscope (livre de dessins feuilleté à toute vitesse), cette dernière se voulant un clin d'œil aux flipbooks.

## Box-office
| Pays       | Box-office      | Nombre de semaines |
| ---------- | --------------- | ------------------ |
| États-Unis | 73 903 857 $    | 10                 |
| France     | 312 085 entrées | 4                  |
| Monde      | 121 073 508 $   | 10                 |